# Sarment (éditeur)
Le Sarment est une marque d'édition chrétienne fondée par Jean-Claude Didelot en 1979. Racheté à Fayard en 2002 c'est un département des Éditions du Jubilé, le Sarment présente un catalogue d'environ 400 titres.

## Auteurs publiés
- Maurice Caillet
- Mgr Patrick Le Gal
- Michel Schooyans